# 1. Fußball-Club Köln 01/07 1964-1965
Questa voce raccoglie le informazioni riguardanti il 1. Fußball-Club Köln 01/07 nelle competizioni ufficiali della stagione 1964-1965.

## Stagione
Nella stagione 1964-1965 il Colonia, allenato da Georg Knöpfle, concluse il campionato di Bundesliga al 2º posto. In Coppa di Germania il Colonia fu eliminato al primo turno dal Norimberga. In Coppa dei Campioni il Colonia fu eliminato ai quarti di finale dal Liverpool.

## Rosa
| N. |                     | Ruolo | Calciatore          |
| -- | ------------------- | ----- | ------------------- |
|    | Germania (bandiera) | P     | Fritz Ewert         |
|    | Germania (bandiera) | P     | Gerd Schobert       |
|    | Germania (bandiera) | P     | Anton Schumacher    |
|    | Germania (bandiera) | D     | Herbert Bönnen      |
|    | Germania (bandiera) | D     | Mathias Hemmersbach |
|    | Germania (bandiera) | D     | Fritz Pott          |
|    | Germania (bandiera) | D     | Anton Regh          |
|    | Germania (bandiera) | D     | Hans-Alfred Roth    |
|    | Germania (bandiera) | D     | Jürgen Rumor        |
|    | Germania (bandiera) | D     | Wolfgang Weber      |
|    | Germania (bandiera) | D     | Leo Wilden          |

| N. |                     | Ruolo | Calciatore         |
| -- | ------------------- | ----- | ------------------ |
|    | Germania (bandiera) | C     | Helmut Benthaus    |
|    | Germania (bandiera) | C     | Wolfgang Overath   |
|    | Germania (bandiera) | C     | Hans Schäfer       |
|    | Germania (bandiera) | C     | Hans Sturm         |
|    | Germania (bandiera) | A     | Hans-Josef Bläsing |
|    | Germania (bandiera) | A     | Heinz Hornig       |
|    | Germania (bandiera) | A     | Hannes Löhr        |
|    | Germania (bandiera) | A     | Christian Müller   |
|    | Germania (bandiera) | A     | Karl-Heinz Thielen |
|    | Brasile (bandiera)  | A     | Zézé               |

## Organigramma societario
Area tecnica
- Allenatore: Georg Knöpfle
- Allenatore in seconda:
- Preparatore dei portieri:
- Preparatori atletici:

## Calciomercato

### Sessione estiva
| Acquisti | Acquisti       | Acquisti                 | Acquisti |
| R.       | Nome           | da                       | Modalità |
| -------- | -------------- | ------------------------ | -------- |
| D        | Herbert Bönnen | SV Schlebusch            |          |
| A        | Hannes Löhr    | Sportfreunde Saarbrücken |          |
| A        | Zézé           | Madureira                |          |

| Cessioni | Cessioni           | Cessioni       | Cessioni |
| R.       | Nome               | a              | Modalità |
| -------- | ------------------ | -------------- | -------- |
| A        | Karl-Heinz Ripkens | Standard Liegi |          |
| D        | Georg Stollenwerk  | Colonia II     |          |

## Risultati

### Bundesliga

#### Girone di andata
| Arbitro: | Zimmermann |

|                         |           |                                |
| Schäfer 18’ Thielen 62’ | Marcatori | 70’ Faeder 77’ Rühl 89’ Schulz |

| Arbitro: | Sparing |

|                 |           |  |
| Gräber 30’, 35’ | Marcatori |  |

| Arbitro: | Tschenscher |

|                                 |           |                            |
| Müller 8’, 61’, 68’ Overath 25’ | Marcatori | 2’ Pidancet 3’ May 9’ Glod |

| Arbitro: | Sturm |

|                             |           |                                 |
| Geiger 27’, 50’ Siebert 35’ | Marcatori | 16’ Hornig 38’ Schäfer 47’ Löhr |

| Arbitro: | Mathieu |

|                                        |           |                          |
| Müller 20’ Schäfer 38’, 87’ Hornig 79’ | Marcatori | 60’ Schütz 83’ Zebrowski |

| Arbitro: | Kreitlein |

|  |           |                                             |
|  | Marcatori | 25’ (aut.) Heidemann 36’ Schäfer 42’ Müller |

| Arbitro: | Seiler |

|                                       |           |           |
| Müller 20’, 62’, 75’, 83’ Thielen 49’ | Marcatori | 38’ Ulsaß |

| Arbitro: | Schulenburg |

|          |           |                                  |
| Solz 50’ | Marcatori | 45’, 60’, 85’ Müller 83’ Thielen |

| Arbitro: | Spiewak |

|                                  |           |                 |
| Thielen 31’, 57’, 86’ Müller 47’ | Marcatori | 17’ Cieslarczyk |

| Arbitro: | Jacobi |

|                                  |           |                        |
| Neumann 58’ (rig.) Leydecker 76’ | Marcatori | 20’ Hornig 27’ Thielen |

| Arbitro: | Ott |

|            |           |                  |
| Hornig 25’ | Marcatori | 57’ Brunnenmeier |

| Arbitro: | Handwerker |

|                        |           |                                     |
| Gerhardt 25’ Kreuz 54’ | Marcatori | 10’ Schäfer 35’ Overath 60’ Thielen |

| Arbitro: | Sparing |

|                             |           |  |
| Overath 12’, 33’ Müller 38’ | Marcatori |  |

| Arbitro: | Deuschel |

|                                  |           |  |
| Wüthrich 6’ Greif 26’ Strehl 57’ | Marcatori |  |

| Arbitro: | Weyland |

|                                         |           |                                 |
| Hornig 29’ Sturm 46’ (rig.) Overath 56’ | Marcatori | 68’ Konietzka 80’, 83’ Emmerich |

#### Girone di ritorno
| Arbitro: | Tschenscher |

|              |           |                                |
| Steinert 27’ | Marcatori | 8’ Müller 11’ Overath 13’ Löhr |

| Arbitro: | Betz |

|  |           |            |
|  | Marcatori | 5’ Bandura |

| Arbitro: | Heumann |

|         |           |           |
| May 45’ | Marcatori | 10’ Weber |

| Arbitro: | Gusenburger |

|                        |           |          |
| Müller 40’ Overath 74’ | Marcatori | 47’ Weiß |

| Brema 30 gennaio 1965, ore 15:00 CET 20ª giornata | Werder Brema | 0 – 0 referto | Colonia | Weserstadion (40 000 spett.)\| Arbitro: \| Handwerker \| |
| Arbitro:                                          | Handwerker   |               |         |                                                          |

| Arbitro: | Fischer |

|            |           |                |
| Müller 68’ | Marcatori | 72’, 74’ Gecks |

| Arbitro: | Mathieu |

|              |           |                     |
| Krafczyk 28’ | Marcatori | 37’ (rig.) Benthaus |

| Arbitro: | Ott |

|                                       |           |                                               |
| Müller 3’ Löhr 48’ Overath 52’ (rig.) | Marcatori | 9’, 74’ (rig.), 79’ Lechner 75’ (aut.) Hornig |

| Arbitro: | Sturm |

|                       |           |                                            |
| Madl 3’ Kentschke 65’ | Marcatori | 10’ (rig.) Overath 66’, 68’ Weber 71’ Löhr |

| Arbitro: | Schulenburg |

|                               |           |  |
| Zézé 60’ Thielen 73’ Löhr 75’ | Marcatori |  |

| Arbitro: | Deuschel |

|                        |           |                             |
| Grosser 70’ Wagner 88’ | Marcatori | 34’ Hornig 45’, 82’ Thielen |

| Arbitro: | Jacobi |

|                         |           |              |
| Schäfer 25’ Thielen 72’ | Marcatori | 77’ Bechmann |

| Amburgo 30 aprile 1965, ore 20:00 CET 28ª giornata | Amburgo | 0 – 0 referto | Colonia | Volksparkstadion (48 000 spett.)\| Arbitro: \| Heumann \| |
| Arbitro:                                           | Heumann |               |         |                                                           |

| Colonia 8 maggio 1965, ore 16:00 CET 29ª giornata | Colonia | 0 – 0 referto | Norimberga | Müngersdorfer Stadion (35 000 spett.)\| Arbitro: \| Ott \| |
| Arbitro:                                          | Ott     |               |            |                                                            |

| Arbitro: | Kreitlein |

|                         |           |                        |
| Konietzka 23’ Wosab 74’ | Marcatori | 15’ Schäfer 73’ Müller |

### Coppa di Germania
| Arbitro: | Regely |

|                     |           |  |
| Strehl 19’ Wild 80’ | Marcatori |  |

### Coppa dei Campioni
| Tirana 9 settembre 1964, ore CET Primo turno | Partizani Tirana | 0 – 0 referto | Colonia | Qemal Stafa (19 000 spett.)\| Arbitro: \| Varaždinec \| |
| Arbitro:                                     | Varaždinec       |               |         |                                                         |

| Arbitro: | Huber |

|                       |           |  |
| Sturm 80’ Overath 90’ | Marcatori |  |

| Arbitro: | Rumentchev |

|                 |           |            |
| Papoutsakis 74’ | Marcatori | 25’ Müller |

| Arbitro: | Phillips |

|                        |           |               |
| Thielen 19’ Müller 74’ | Marcatori | 5’ Komianidis |

| Colonia 10 febbraio 1965, ore CET Quarti di finale | Colonia   | 0 – 0 referto | Liverpool | Müngersdorfer Stadion (39 139 spett.)\| Arbitro: \| Sbardella \| |
| Arbitro:                                           | Sbardella |               |           |                                                                  |

| Liverpool 17 marzo 1965, ore CET Quarti di finale | Liverpool | 0 – 0 referto | Colonia | Anfield (48 948 spett.)\| Arbitro: \| Barbéran \| |
| Arbitro:                                          | Barbéran  |               |         |                                                   |

| Arbitro: | Schaut |

|                   |           |                      |
| John 21’ Hunt 36’ | Marcatori | 40’ Thielen 48’ Löhr |

## Statistiche

### Statistiche di squadra
| Competizione       | Punti | In casa | In casa | In casa | In casa | In casa | In casa | In trasferta | In trasferta | In trasferta | In trasferta | In trasferta | In trasferta | Totale | Totale | Totale | Totale | Totale | Totale | DR  |
| Competizione       | Punti | G       | V       | N       | P       | Gf      | Gs      | G            | V            | N            | P            | Gf           | Gs           | G      | V      | N      | P      | Gf     | Gs     | DR  |
| ------------------ | ----- | ------- | ------- | ------- | ------- | ------- | ------- | ------------ | ------------ | ------------ | ------------ | ------------ | ------------ | ------ | ------ | ------ | ------ | ------ | ------ | --- |
| Bundesliga         | 38    | 15      | 8       | 3       | 4       | 37      | 23      | 15           | 6            | 7            | 2            | 29           | 22           | 30     | 14     | 10     | 6      | 66     | 45     | +21 |
| Coppa di Germania  | -     | 0       | 0       | 0       | 0       | 0       | 0       | 1            | 0            | 0            | 1            | 0            | 2            | 1      | 0      | 0      | 1      | 0      | 2      | -2  |
| Coppa dei Campioni | -     | 3       | 2       | 1       | 0       | 4       | 1       | 4            | 0            | 4            | 0            | 3            | 3            | 7      | 2      | 5      | 0      | 7      | 4      | +3  |
| Totale             | 38    | 18      | 10      | 4       | 4       | 41      | 24      | 20           | 6            | 11           | 3            | 32           | 27           | 38     | 16     | 15     | 7      | 73     | 51     | +22 |

### Andamento in campionato
| Giornata  | 1  | 2  | 3  | 4  | 5 | 6 | 7 | 8 | 9 | 10 | 11 | 12 | 13 | 14 | 15 | 16 | 17 | 18 | 19 | 20 | 21 | 22 | 23 | 24 | 25 | 26 | 27 | 28 | 29 | 30 |
| --------- | -- | -- | -- | -- | - | - | - | - | - | -- | -- | -- | -- | -- | -- | -- | -- | -- | -- | -- | -- | -- | -- | -- | -- | -- | -- | -- | -- | -- |
| Luogo     | C  | T  | C  | T  | C | T | C | T | C | T  | C  | T  | C  | T  | C  | T  | C  | T  | C  | T  | C  | T  | C  | T  | C  | T  | C  | T  | C  | T  |
| Risultato | P  | P  | V  | N  | V | V | V | V | V | N  | N  | V  | V  | P  | N  | V  | P  | N  | V  | N  | P  | N  | P  | V  | V  | V  | V  | N  | N  | N  |
| Posizione | 12 | 15 | 13 | 12 | 9 | 6 | 2 | 2 | 1 | 1  | 1  | 1  | 1  | 1  | 1  | 1  | 1  | 1  | 1  | 1  | 2  | 3  | 4  | 3  | 4  | 2  | 2  | 2  | 2  | 2  |

Legenda:

Luogo: C = Casa; T = Trasferta. Risultato: V = Vittoria; N = Pareggio; P = Sconfitta.

### Statistiche dei giocatori
| Giocatore      | Bundesliga | Bundesliga | Bundesliga  | Bundesliga | Coppa di Germania | Coppa di Germania | Coppa di Germania | Coppa di Germania | Coppa dei Campioni | Coppa dei Campioni | Coppa dei Campioni | Coppa dei Campioni | Totale   | Totale | Totale      | Totale     |
| Giocatore      | Presenze   | Reti       | Ammonizioni | Espulsioni | Presenze          | Reti              | Ammonizioni       | Espulsioni        | Presenze           | Reti               | Ammonizioni        | Espulsioni         | Presenze | Reti   | Ammonizioni | Espulsioni |
| -------------- | ---------- | ---------- | ----------- | ---------- | ----------------- | ----------------- | ----------------- | ----------------- | ------------------ | ------------------ | ------------------ | ------------------ | -------- | ------ | ----------- | ---------- |
| H. Benthaus    | 11         | 1          | 0           | 0          | 1                 | 0                 | 0                 | 0                 | 2                  | 0                  | 0                  | 0                  | 14       | 1      | 0           | 0          |
| H. Bläsing     | 0          | 0          | 0           | 0          | 0                 | 0                 | 0                 | 0                 | 0                  | 0                  | 0                  | 0                  | 0        | 0      | 0           | 0          |
| H. Bönnen      | 0          | 0          | 0           | 0          | 0                 | 0                 | 0                 | 0                 | 0                  | 0                  | 0                  | 0                  | 0        | 0      | 0           | 0          |
| F. Ewert       | 7          | 0          | 0           | 0          | 0                 | 0                 | 0                 | 0                 | 2                  | 0                  | 0                  | 0                  | 9        | 0      | 0           | 0          |
| M. Hemmersbach | 20         | 0          | 0           | 0          | 1                 | 0                 | 0                 | 0                 | 5                  | 0                  | 0                  | 0                  | 26       | 0      | 0           | 0          |
| H. Hornig      | 25         | 6          | 0           | 0          | 0                 | 0                 | 0                 | 0                 | 4                  | 0                  | 0                  | 0                  | 29       | 6      | 0           | 0          |
| H. Löhr        | 17         | 5          | 0           | 0          | 1                 | 0                 | 0                 | 0                 | 4                  | 1                  | 0                  | 0                  | 22       | 6      | 0           | 0          |
| C. Müller      | 24         | 19         | 0           | 0          | 1                 | 0                 | 0                 | 0                 | 6                  | 2                  | 0                  | 0                  | 31       | 21     | 0           | 0          |
| W. Overath     | 27         | 9          | 0           | 1          | 0                 | 0                 | 0                 | 0                 | 7                  | 1                  | 0                  | 0                  | 34       | 10     | 0           | 1          |
| F. Pott        | 21         | 0          | 0           | 0          | 1                 | 0                 | 0                 | 0                 | 4                  | 0                  | 0                  | 0                  | 26       | 0      | 0           | 0          |
| A. Regh        | 28         | 0          | 0           | 0          | 0                 | 0                 | 0                 | 0                 | 7                  | 0                  | 0                  | 0                  | 35       | 0      | 0           | 0          |
| H. Roth        | 0          | 0          | 0           | 0          | 0                 | 0                 | 0                 | 0                 | 0                  | 0                  | 0                  | 0                  | 0        | 0      | 0           | 0          |
| J. Rumor       | 12         | 0          | 0           | 0          | 1                 | 0                 | 0                 | 0                 | 3                  | 0                  | 0                  | 0                  | 16       | 0      | 0           | 0          |
| G. Schobert    | 0          | 0          | 0           | 0          | 0                 | 0                 | 0                 | 0                 | 0                  | 0                  | 0                  | 0                  | 0        | 0      | 0           | 0          |
| A. Schumacher  | 23         | 0          | 0           | 0          | 1                 | 0                 | 0                 | 0                 | 5                  | 0                  | 0                  | 0                  | 29       | 0      | 0           | 0          |
| H. Schäfer     | 17         | 8          | 0           | 0          | 0                 | 0                 | 0                 | 0                 | 3                  | 0                  | 0                  | 0                  | 20       | 8      | 0           | 0          |
| H. Sturm       | 26         | 1          | 0           | 0          | 1                 | 0                 | 0                 | 0                 | 7                  | 1                  | 0                  | 0                  | 34       | 2      | 0           | 0          |
| K. Thielen     | 22         | 12         | 0           | 0          | 1                 | 0                 | 0                 | 0                 | 7                  | 2                  | 0                  | 0                  | 30       | 14     | 0           | 0          |
| W. Weber       | 23         | 3          | 0           | 0          | 1                 | 0                 | 0                 | 0                 | 7                  | 0                  | 0                  | 0                  | 31       | 3      | 0           | 0          |
| L. Wilden      | 22         | 0          | 0           | 0          | 1                 | 0                 | 0                 | 0                 | 3                  | 0                  | 0                  | 0                  | 26       | 0      | 0           | 0          |
| Z. Zézé        | 5          | 1          | 0           | 0          | 0                 | 0                 | 0                 | 0                 | 1                  | 0                  | 0                  | 0                  | 6        | 1      | 0           | 0          |